# La Robla
La Robla és un municipi de la província de Lleó, a la comunitat autònoma de Castella i Lleó. Limita al nord amb La Pola de Gordón, a l'est amb Matallana de Torío, al sud amb Cuadros i a l'oest amb Carrocera. Inclou les localitats d'Alcedo de Alba, Brugos de Fenar, Candanedo de Fenar, Llanos de Alba, Olleros de Alba, Puente de Alba, Rabanal de Fenar, Solana de Fenar y Sorribos de Alba.
Al municipi hi ha una central tèrmica, on l'any 1983 s'hi va instal·lar un turbogenerador de 435 MVA i 21 kV subministrat per Siemens AG a Unión Fenosa.

## Demografia
| 1991 | 1996 | 2001 | 2004 |
| ---- | ---- | ---- | ---- |
| 5487 | 5227 | 4829 | 4739 |

## Personatges il·lustres
- Josefina Aldecoa (1926-2011), escriptora i pedagoga espanyola